# Его оријентисани социјални рад
Его оријентисани социјални рад је клинички социјални рад који укључује принципе Его психологије у професионалну праксу. Од терапијских модела најпознатији су: егзистенцијалистичка терапија, интервенција у кризи, терапија реалности и Гешталт терапија.